# 阿金特維爾 (密蘇里州)
阿金特維爾（英語：Argentville）是位於美國密蘇里州林肯縣的非建制地區。

## 歷史
阿金特維爾的郵局於1879年設立，其後於1907年停運。該地於1925年時共有人口32人。

## 地理
阿金特維爾所處的海拔為高於海平面193米（即633英呎），而該地所採用的時區為UTC-6，即北美中部時區（CST）。同時該地設有夏令時間，為UTC-6調快一小時，即UTC-5（CDT）。